# 1648
1648. је била проста година.

## Догађаји

### Јануар
- 30. јануар — потписивањем уговора у Минстеру окочан осмогодишњи рат Шпаније и Уједињених Провинција Низоземске. Шпанија у октобру исте године принуђена да призна независност Холандије, што је омогућило убрзан економски и културни процват нове државе.

### Јун
- 15. јун — Маргарет Џоунс је обешена у Бостону због оптужбе за вештичарство у првом таквом погубљењу у Колонији Масачусетског залива.

### Август
- 17. август — Битка код Престона (1648)

### Октобар
- 24. октобар — Минстерским миром су окончани Тридесетогодишњи рат и Холандска револуција и званично су признате Низоземска република и Швајцарска конфедерација за независне државе.

### Датум непознат
- Википедија:Непознат датум — У Француској је избио устанак Фронда
- Википедија:Непознат датум — Српски устанци у Херцеговини  (1648—1649) против османске окупације.
- Википедија:Непознат датум — За новог архиепископа пећког и патријарха српског изабран је Патријарх српски Гаврило I.

## Смрти

### Мај
- 20. мај — Владислав IV Васа, пољски краљ